# Арахноїдит
Арахноїди́т (грец. αραχνιον — павутина і ειδος — вид) — запалення павутинної оболони головного (церебральний арахноїдит) або спинного (спінальний арахноїдит) мозку.

## Причини
Найчастіше виникає внаслідок травм черепа й хребта, його може спричинити деякі інфекційні захворювання або хронічна інтоксикація, запалення придаткових пазух носа, тощо.
Якщо в процес втягується речовина головного мозку, до симптоматики приєднуються симптоми ураження відповідних зон кори головного мозку і захворювання носить назву «арахноенцефаліт». Причинами даної групи захворювань є зниження імунних сил організму на фоні хронічних соматичних захворювань, перенесені черепно-мозкові травми, виснаження організму.
При агресивності бактеріальної флори, імунодефіциті, енцефаліт переходить в наступну стадію — абсцес головного мозку, який характеризується вогнищевою симптоматикою в залежності від зони ураження.

## Клінічні ознаки
- Ознаки церебрального арахноїдиту — локальний та дифузний головний біль, нудота, судоми, паралічі, порушення чутливості, мовлення, знижується гострота зору (ураження основи мозку).
- Ознаки спінального арахноїдиту — різкий біль, що нагадує радикуліт.

## Лікування
Лікування арахноїдиту консервативне — антибіотики, сульфаніламіди, діуретики, підшкірні ін'єкції алое, рентгено- і фізіотерапія. Або іноді проводять хірургічне (головним чином при обмежених тяжких формах). Якщо лікування починається своєчасно, арахноїдит здебільшого закінчується видужанням.